# Romská demokratická strana
Romská demokratická strana (zkratka RDS) byla česká sociálně liberální politická strana hájící zájmy romského etnika a sociálně slabších občanů. Vznikla v srpnu 2013, těsně před volbami do Poslanecké sněmovny, a rozpuštěna byla v roce 2023. Zakladatelem a předsedou strany byl Miroslav Tancoš. Program strany počítal s vytvářením nových firem, výstavbou sociálního bydlení. Strana preferovala zaměstnanost před pasivním pobíráním dávek.
Strana byla pokutována za nepředložení výroční finanční zprávy za roky 2017 a 2018, a po nepředložení výroční finanční zprávy za rok 2019 navrhl Úřad pro dohled nad hospodařením politických stran a politických hnutí pozastavit činnost strany. Vláda tento návrh akceptovala a podala k Nejvyššímu správnímu soudu návrh na pozastavení činnosti. Další návrh na pozastavení činnosti vláda schválila v lednu 2022. K pozastavení došlo 16. března 2022. Nejvyšší správní soud stranu rozpustil v prosinci 2023.

## Historie

### Volby do Poslanecké sněmovny Parlamentu České republiky 2013
Strana se zúčastnila voleb do Poslanecké sněmovny v roce 2013, kde kandidovala v Libereckém a Středočeském kraji. Získala 609 hlasů (0,01%) a nezískala žádný mandát.

### Volby do Evropského parlamentu v Česku 2019
Strana se zúčastnila voleb do Evropského parlamentu v roce 2019. Lídrem kandidátky byl Miroslav Tancoš. Strana obdržela 1 651 hlasů (0,06%) a nezískala tak žádný mandát.